# Lotta Almblad
Åsa Annelie Charlotte Almblad (z domu Lindefors, ur. 28 kwietnia 1972 w Stenbrohult w gminie Älmhult) – szwedzka hokeistka, brązowa medalistka z Salt Lake City. Startowała też na igrzyskach w Nagano, na których zajęła piąte miejsce.